# Luftwaffenausbildungsregiment (Verband)
Luftwaffenausbildungsregiment (LwAusbRgt) war der Name mehrerer Verbände in der deutschen Luftwaffe. Sie waren Ausbildungseinrichtungen der Luftwaffe, in denen zentral für die Luftwaffe die Allgemeine Grundausbildung durchgeführt wurde. Ebenfalls wurde auch die Ausbildung von Zeit- und Berufssoldaten für Auslandseinsätze durchgeführt.

## Geschichte
1956 und 1957 wurden die Luftwaffenausbildungsregimenter 1 bis 4 aufgestellt. Sie waren über die Luftwaffenausbildungsbrigade 1 dem Kommando der Schulen der Luftwaffe unterstellt. 1963 wurde das Flugabwehrraketenausbildungsregiment zum Luftwaffenausbildungsregiment 5 umgegliedert. Im gleichen Jahr wechselte die Unterstellung unter die zuständigen Divisionskommandos der Luftwaffengruppenkommandos Nord und Süd. 1970 erfolgte die Unterstellung unter das neu aufgestellte Luftwaffenausbildungskommando. 1987 erfolgte die Auflösung der Luftwaffenausbildungsregimenter 4 und 5; einzelne Truppenteile wurden in die verbliebenen Regimenter integriert. Mit der Auflösung des Luftwaffenausbildungskommandos wurden die Verbände 1993 im Rahmen der Luftwaffenstruktur 4 direkt dem Luftwaffenamt unterstellt. 1996 wurde das Luftwaffenausbildungsregiment 2 aufgelöst und verbleibende Truppenteile als III. Bataillon dem Luftwaffenausbildungsregiment 1 unterstellt. 2001 wurden die beiden verbliebenen Regimenter dem wieder aufgestellten Luftwaffenausbildungskommando unterstellt. 2004 wurde das Ausbildungszentrum Grundlagenausbildung für Einsätze der Luftwaffe beim III. Bataillon des Luftwaffenausbildungsregiments 3 aufgestellt. 2006 erfolgte eine erneute Umstrukturierung und Reduzierung. Die Luftwaffenausbildungsregimenter 1 und 3 wurden aufgelöst und die verbleibenden Truppenteile zum Luftwaffenausbildungsregiment zusammengefasst. Am 1. Oktober 2012 wurde dieses Regiment aufgelöst und die verbliebenen Truppenteile in das Luftwaffenausbildungsbataillon überführt.

## Ausbildung
Die Luftwaffenausbildungsregimenter führten die Allgemeine Grundausbildung zentral für die Luftwaffe durch. Dauer und Inhalte waren dabei mehreren Änderungen unterworfen. So wurden bspw. um 2000 herum vier Arten von Grundausbildungen (Form A, B, C und F) durchgeführt. Zusätzlich wurden zeitweise die dezentralen Unteroffizierlehrgänge sowie die militärfachliche Aus-, Fort- und Weiterbildung der zugehörigen Soldaten nach der Grundausbildung durchgeführt. In den Luftwaffenausbildungsregimentern wurden die verpflichtenden Truppenpraktika der Offizieranwärter der Luftwaffe durchgeführt.

## Struktur
Die Struktur der Luftwaffenausbildungsregimenter war in Abhängigkeit von den Luftwaffenstrukturen uneinheitlich. Sie bestanden aus drei bis fünf Bataillonen, welche wiederum u. a. den Stab, mehrere Ausbildungskompanien, eine oder mehrere Flugabwehrkanonenbatterien als Geräteeinheiten und eine Luftwaffensanitätsstaffel umfasste. Die Luftwaffensanitätsstaffeln wurden mit Unterstellung unter den Zentralen Sanitätsdienst eigenständige Dienststellen. Einige Ausbildungskompanien waren an anderen Standorten disloziert.

## Verbände

### Luftwaffenausbildungsregiment 1
Das Luftwaffenausbildungsregiment 1 wurde am 15. Mai 1956 aus Teilen der Lufwaffenlehrkompanie, welche gleichzeitig aufgelöst wurde, auf dem Fliegerhorst Uetersen aufgestellt. 1958 entstand aus Teilen des Regimentes das Fluganwärterregiment, welches 1981 wieder aufgelöst und als Bataillon in den Verband wieder eingegliedert wurde. 1988 wurden Teile des Regimentes aufgelöst; mit den verbliebenen Truppenteilen und den verbliebenen Truppenteilen des Luftwaffenausbildungsregiments 5 wurde ein „neues“ Luftwaffenausbildungsregiment 1 aufgestellt. Nach Auflösung des Luftwaffenausbildungsregimentes 2 wurden 1996 die verbliebenen Truppenteile als Bataillon dem Verband unterstellt. 2006 wurde das Luftwaffenausbildungsregiment aufgelöst.

#### Truppenteile
| Luftwaffenausbildungsregiment 1 (LwAusbRgt 1)           | Fliegerhorst Uetersen (1956–1958) Eggerstedt-Kaserne in Pinneberg (1956–1988) Fliegerhorst Goslar (1988–2006) | aufgelöst                                                                                             |
| I./Luftwaffenausbildungsregiment 1 (I./LwAusbRgt 1)     | Eggerstedt-Kaserne in Pinneberg (1956–1988) Ruhrland-Kaserne in Essen (1988–1994) Nassau-Dietz-Kaserne in Budel/Niederlande (1997–2005) | aufgelöst aus I./LwAusbRgt 5, aufgelöst aus Teilen LwAusbRgt 2, aufgelöst                             |
| II./Luftwaffenausbildungsregiment 1 (II./LwAusbRgt 1)   | Fliegerhorst Uetersen (1956) Fliegerhorst Husum (1956) Fliegerhorst Faßberg (1956–1958) Fliegerhorst Husum (1958–1959) Marseille-Kaserne in Appen (1981–1988) Fliegerhorst Goslar (1988–2006)                                                                                   | in Fluganwärterregiment, aufgelöst aus Fluganwärterregiment, aufgelöst aus II./LwAusbRgt 5, aufgelöst |
| III./Luftwaffenausbildungsregiment 1 (III./LwAusbRgt 1) | Lettow-Vorbeck-Kaserne in Hamburg (1956–1993) Wulf-Isebrand-Kaserne in Heide (1993–2005) | in III./USLw, aufgelöst                                                                               |
| IV./Luftwaffenausbildungsregiment 1 (IV./LwAusbRgt 1)   | Wulf-Isebrand-Kaserne in Heide (1956) Bose-Bergmann-Kaserne in Hamburg (???–1969) Kaserne Haus Hardt in Nörvenich (1969–1970) Eifel-Maar-Kaserne in Ulmen (1970–???) Fliegerhorst Goslar (1988–1993) Fliegerhorst Holzdorf (1996–2003) Barnim-Kaserne in Strausberg (2003–2006) | aufgelöst aus III./LwAusbRgt 5, aufgelöst aus V./LwAusbRgt 1 in IV./LwAusbRgt, aufgelöst              |
| V./Luftwaffenausbildungsregiment 1 (V./LwAusbRgt 1)     | Eggerstedt-Kaserne in Pinneberg (1988–1990) Fliegerhorst Holzdorf (1994–1996) | aufgelöst in IV./LwAusbRgt 1, aufgelöst                                                               |

#### Kommandeure
| Name                  | Dienstgrad | von  | bis  |
| --------------------- | ---------- | ---- | ---- |
| Walter Ennecerus      | Oberst     | 1956 | 1957 |
| Ernst-Günther Moeller | Oberst     | 1957 | 1958 |
| Friedrich Hoppe       | Oberst     | 1958 | 1962 |
| Herbert Sewing        | Oberst     | 1962 | 1964 |
| Günther Beyer         | Oberst     | 1964 | 1965 |
| Wolfgang Berlin       | Oberst     | 1965 | 1968 |
| Karl Mack             | Oberst     | 1968 | 1969 |
| Siegfried Wandel      | Oberst     | 1969 | 1977 |
| Friedrich Matthiesen  | Oberst     | 1977 | 1980 |
| Peter Kirschning      | Oberst     | 1980 | 1984 |
| Udo Harms             | Oberst     | 1984 | 1988 |
| Theo Kreyes           | Oberst     | 1988 |      |
| Manfred Niederfeld    | Oberst     | 1988 | 1990 |
| Bodo Blaas            | Oberst     | 1990 | 1991 |
| Georg Schüler         | Oberst     | 1991 | 1994 |
| Gregor Brendan        | Oberst     | 1994 | 1997 |
| Hans-Joachim Albers   | Oberst     | 1997 | 2001 |
| Ulrich Tebbel         | Oberst     | 2001 | 2004 |
| Rolf Kirleis          | Oberst     | 2004 | 2006 |

### Luftwaffenausbildungsregiment 2
Das Luftwaffenausbildungsregiment 2 wurde 1956 auf dem Fliegerhorst Stade aufgestellt. 1963 wurde das Regiment aufgrund des Budel-Seedorf-Abkommens in die Nassau-Dietz-Kaserne in Budel/Niederlande verlegt. 1996 erfolgte die Auflösung.

#### Truppenteile
| Luftwaffenausbildungsregiment 2 (LwAusbRgt 2)           | Fliegerhorst Stade (1956–1963) Nassau-Dietz-Kaserne in Budel/Niederlande (1963–1996)                                                                                                  | aufgelöst, Teile in I./LwAusbRgt 1      |
| I./Luftwaffenausbildungsregiment 2 (I./LwAusbRgt 2)     | Fliegerhorst Faßberg (1956–1958) Caspari-Kaserne in Delmenhorst (1958–1963) Hinrich-Wilhelm-Kopf-Kaserne in Cuxhaven (1963) Nassau-Dietz-Kaserne in Budel/Niederlande (1963 bis 1996) | in II./LwAusbRgt 5, aufgelöst aufgelöst |
| II./Luftwaffenausbildungsregiment 2 (II./LwAusbRgt 2)   | Fliegerhorst Stade (1958–1963) Nassau-Dietz-Kaserne in Budel/Niederlande (1963–1996)                                                                                                  | aufgelöst                               |
| III./Luftwaffenausbildungsregiment 2 (III./LwAusbRgt 2) | Fliegerhorst Stade (1956–1963) Nassau-Dietz-Kaserne in Budel/Niederlande (1963–???) Eifel-Maar-Kaserne in Ulmen (???–1996)                                                            | aufgelöst                               |

#### Kommandeure
| Name                     | Dienstgrad | von  | bis  |
| ------------------------ | ---------- | ---- | ---- |
| Horst Barsickow          | Oberst     | 1956 | 1962 |
| Werner Boie              | Oberst     | 1962 | 1963 |
| Herbert Wittmann         | Oberst     | 1963 | 1967 |
| Friedrich Kracke         | Oberst     | 1967 | 1970 |
| Friedrich-Karl Krützmann | Oberst     | 1970 | 1972 |
| Gerhard Steinert         | Oberst     | 1972 | 1975 |
| Helmut Vieweg            | Oberst     | 1975 | 1977 |
| Rolf Just                | Oberst     | 1977 | 1980 |
| Karl-Joachim Scheduikat  | Oberst     | 1980 | 1984 |
| Udo Spielhagen           | Oberst     | 1984 | 1987 |
| Manfred Wolf             | Oberst     | 1987 | 1990 |
| Horst Duchscherer        | Oberst     | 1990 | 1994 |
| Winfried Scheffka        | Oberst     | 1995 | 1996 |

### Luftwaffenausbildungsregiment 3
Das Luftwaffenausbildungsregiment 3 wurde 1957 auf dem Fliegerhorst Wesendorf aufgestellt. 1961 erfolgte die Verlegung in die Otto-Lilienthal-Kaserne in Roth, wo das Regiment bis zur Auflösung zum Jahresende 2006 stationiert blieb. Teile des Luftwaffenausbildungsregimentes 3 wurden zur Aufstellung des Luftwaffenausbildungsregiments verwendet. 2004 wurde beim III. Bataillon des Regimentes das Ausbildungszentrum Grundlagenausbildung der Luftwaffe aufgestellt, welches die einsatzvorbereitende Ausbildung für die Luftwaffe durchführte.

#### Truppenteile
| Luftwaffenausbildungsregiment 3 (LwAusbRgt 3)           | Fliegerhorst Wesendorf (1957 bis 1961) Otto-Lilienthal-Kaserne in Roth (1961 bis 2006)                                                                                                   | aufgelöst                                                          |
| I./Luftwaffenausbildungsregiment 3 (I./LwAusbRgt 3)     | Otto-Lilienthal-Kaserne in Roth (1956–1987) Fliegerhorst Mengen/Hohentengen/Oberschwaben-Kaserne (1987–2006)                                                                             | aufgelöst aus II./LwAusbRgt 4, in I./LwAusbRgt, aufgelöst          |
| II./Luftwaffenausbildungsregiment 3 (II./LwAusbRgt 3)   | Fliegerhorst Wesendorf (1957–1961) Otto-Lilienthal-Kaserne in Roth (1961–1994) Markgrafenkaserne in Bayreuth (1994 bis 2006)                                                             | aufgelöst                                                          |
| III./Luftwaffenausbildungsregiment 3 (III./LwAusbRgt 3) | Fliegerhorst Goslar (1958–1960) Otto-Lilienthal-Kaserne in Roth (1960–???) Max-Immelmann-Kaserne in Manching (???–1986) General-Hans-Graf-Sponeck-Kaserne in Germersheim (1987 bis 2006) | aufgelöst in III./LwAusbRgt, aufgelöst                             |
| IV./Luftwaffenausbildungsregiment 3 (IV./LwAusbRgt 3)   | Boelcke-Kaserne in Ulm (1964–1970) Fliegerhorst Leipheim (1987–1990) Otto-Lilienthal-Kaserne in Roth (1996 bis 2006)                                                                     | in I./LwAusbRgt 4, aufgelöst aufgelöst in II./LwAusbRgt, aufgelöst |
| V./Luftwaffenausbildungsregiment 3 (V./LwAusbRgt 3)     | Otto-Lilienthal-Kaserne in Roth (1987–???) | aufgelöst                                                          |

#### Kommandeure
| Name              | Dienstgrad     | von  | bis  |
| ----------------- | -------------- | ---- | ---- |
| Schroeder         | Oberstleutnant | 1958 |      |
| von Schroetter    | Oberst         | 1958 |      |
| Hubertus Pressler | Oberstleutnant | 1958 | 1961 |
| Adolf Hempel      | Oberst         | 1961 | 1962 |
| Herbert Heyer     | Oberst         | 1962 | 1964 |
| Knauth            | Oberst         | 1964 | 1968 |
| Claus             | Oberst         | 1968 | 1972 |
| Johannes Meyer    | Oberst         | 1972 | 1976 |
| Karl-Heinz Wolf   | Oberst         | 1976 | 1981 |
| Hans-Dieter Klein | Oberst         | 1981 | 1984 |
| Hans Heuer        | Oberst         | 1984 | 1988 |
| Michael Beutel    | Oberst         | 1988 | 1991 |
| Adolf Horn        | Oberst         | 1991 | 1997 |
| Karl Venier       | Oberst         | 1997 | 2001 |
| Klaus Kuhle       | Oberst         | 2001 | 2005 |
| Josef Mohr        | Oberst         | 2005 | 2006 |

### Luftwaffenausbildungsregiment 4
Das Luftwaffenausbildungsregiment 4 wurde 1956 aus Teilen der Luftwaffenausbildungsregimenter 1 bis 3 in der Estetal-Kaserne in Buxtehude aufgestellt. 1957 verlegte das Regiment in die Jäger-Kaserne in Bückeburg und 1959 auf den Fliegerhorst Landsberg. Von 1970 bis zur Auflösung 1987 war das Regiment in der General-Hans-Graf-Sponeck-Kaserne in Germersheim stationiert.

#### Truppenteile
| Luftwaffenausbildungsregiment 4 (LwAusbRgt 4)           | Estetal-Kaserne in Buxtehude (1956–1957) Jäger-Kaserne in Bückeburg (1957 bis 1959) Fliegerhorst Landsberg (1959 bis 1969) General-Hans-Graf-Sponeck-Kaserne in Germersheim (1970 bis 1987)                                                           | aufgelöst                      |
| I./Luftwaffenausbildungsregiment 4 (I./LwAusbRgt 4)     | Boelcke-Kaserne in Ulm (1971–1975) Fliegerhorst Leipheim (1975 bis 1986) | aus IV./LwAusbRgt 3 aufgelöst  |
| II./Luftwaffenausbildungsregiment 4 (II./LwAusbRgt 4)   | Estetal-Kaserne in Buxtehude (1957) Fliegerhorst Bückeburg, später Schäfer-Kaserne in Bückeburg (1957–1959) Fliegerhorst Fürstenfeldbruck (1959–1960) General-von-Stein-Kaserne in Freising (1960–1963) Fliegerhorst Mengen in Mengen (1963 bis 1987) | in I./LwAusbRgt 3, aufgelöst   |
| III./Luftwaffenausbildungsregiment 4 (III./LwAusbRgt 4) | Fliegerhorst Bückeburg, später Schäfer-Kaserne in Bückeburg (1958 bis 1959) Fliegerhorst Leipheim (1959 bis 1965) General-Hans-Graf-Sponeck-Kaserne in Germersheim (1965 bis 1987)                                                                    | in III./LwAusbRgt 3, aufgelöst |
| IV./Luftwaffenausbildungsregiment 4 (IV./LwAusbRgt 4)   | Boelcke-Kaserne in Ulm (1964–???) | aus LwFlaBtl 47, aufgelöst     |

#### Kommandeure
| Name               | Dienstgrad | von  | bis  |
| ------------------ | ---------- | ---- | ---- |
| ??                 | ??         | 1956 | 1962 |
| Günter Capito      | Oberst     | 1962 | 1963 |
| Karl-Otto Nikel    | Oberst     | 1963 | 1969 |
| Alfred Weiss       | Oberst     | 1970 | 1972 |
| Alfred Meyer-Ricks | Oberst     | 1972 | 1974 |
| Erhard Nippa       | Oberst     | 1974 | 1981 |
| Hans-Werner Hoch   | Oberst     | 1981 | 1984 |
| Manfred Wolf       | Oberst     | 1984 | 1987 |

### Luftwaffenausbildungsregiment 5
Das Luftwaffenausbildungsregiment 5 entstand 1963 in Wentorf bei Hamburg aus dem Flugabwehrraketenausbildungsregiment. 1964 verlegte das Regiment auf den Fliegerhorst Goslar. Das Luftwaffenausbildungsregiment 5 wurde 1988 aufgelöst; mit den verbliebenen Truppenteilen und Teilen des Luftwaffenausbildungsregiments 1 wurde ein „neues“ Luftwaffenausbildungsregiment 1 aufgestellt.

#### Truppenteile
| Luftwaffenausbildungsregiment 5 (LwAusbRgt 5)           | Bose-Bergmann-Kaserne in Wentorf bei Hamburg (1963 bis 1964) Fliegerhorst Goslar (1964 bis 1988) | aufgelöst                                                    |
| I./Luftwaffenausbildungsregiment 5 (I./LwAusbRgt 5)     | Fliegerhorst Diepholz (1963–1981) Ruhrlandkaserne in Essen (1981–1988)                           | in I./LwAusbRgt 1, aufgelöst                                 |
| II./Luftwaffenausbildungsregiment 5 (II./LwAusbRgt 5)   | Caspari-Kaserne in Delmenhorst (1963–???) Fliegerhorst Goslar (1974–1988)                        | aufgelöst aus IV./LwAusbRgt 5, in II./LwAusbRgt 1, aufgelöst |
| III./Luftwaffenausbildungsregiment 5 (III./LwAusbRgt 5) | Hammerstein-Kaserne in Wesendorf (1963–1964) Fliegerhorst Goslar (1964 bis 1988)                 | in IV./LwAusbRgt 1, aufgelöst                                |
| IV./Luftwaffenausbildungsregiment 5 (IV./LwAusbRgt 5)   | Hammerstein-Kaserne in Wesendorf (1963–1968) Fliegerhorst Goslar (1968–1974)                     | in II./LwAusbRgt 5, aufgelöst                                |

#### Kommandeure
| Name                  | Dienstgrad | von  | bis  |
| --------------------- | ---------- | ---- | ---- |
| Franz-Friedrich Block | Oberst     | 1963 | 1967 |
| Lang                  | Oberst     | 1967 | 1971 |
| Walter Windisch       | Oberst     | 1971 | 1973 |
| Klaus Wrede           | Oberst     | 1973 | 1976 |
| Eberhard Krüger       | Oberst     | 1976 | 1978 |
| Wolfgang Kilian       | Oberst     | 1978 | 1981 |
| Helmut Vach           | Oberst     | 1981 | 1983 |
| Karl Rosskopf         | Oberst     | 1983 | 1986 |
| Theo Kreyes           | Oberst     | 1986 | 1988 |

### Luftwaffenausbildungsregiment
Das Luftwaffenausbildungsregiment wurde 2007 aus den verbleibenden Truppenteilen der Luftwaffenausbildungsregimenter 1 und 3 aufgestellt. 2013 wurde das Regiment aufgelöst; einzelne Truppenteile bereits vorher.

#### Truppenteile
| Luftwaffenausbildungsregiment (LwAusbRgt)           | Otto-Lilienthal-Kaserne in Roth (2007–2013)                      |                                                        |
| I./Luftwaffenausbildungsregiment (I./LwAusbRgt)     | Oberschwaben-Kaserne Mengen/Hohentengen (2007–2012)              | aus I./LwAusbRgt 3                                     |
| II./Luftwaffenausbildungsregiment (II./LwAusbRgt)   | Otto-Lilienthal-Kaserne in Roth (2007–2012)                      | aus IV./LwAusbRgt 3                                    |
| III./Luftwaffenausbildungsregiment (III./LwAusbRgt) | General-Hans-Graf-von-Sponeck-Kaserne in Germersheim (2007–2012) | aus III./LwAusbRgt 3 in Luftwaffenausbildungsbataillon |
| IV./Luftwaffenausbildungsregiment (IV./LwAusbRgt)   | Barnim-Kaserne in Strausberg (2007–2012)                         | aus IV./LwAusbRgt 1                                    |

#### Kommandeure
| Name                | Dienstgrad | von  | bis  |
| ------------------- | ---------- | ---- | ---- |
| Josef Mohr          | Oberst     | 2007 | 2008 |
| Eckhard Bodenbender | Oberst     | 2008 | 2012 |